# Enga Veetu Penn
Enga Veetu Penn (en español 'La chica de nuestra casa') es un drama en idioma tamil indio de 1965 dirigido por Tapi Chanakya y producido por B. Nagi Reddy y Aluri Chakrapani de Vijaya Combines Productions. Es una nueva versión de la película télugu de la compañía Shavukaru (1950), que cuenta con un elenco compuesto por MR Radha, SV Subbaiah, AVM Rajan, Jaishankar, KA Thangavelu, Nagesh, V. Nagaiah, OAK Thevar y Nirmala, que se hizo conocido como Vijaya Nirmala que pasó a llamarse Vijaya Nirmala después de su estreno. La película se estrenó el 23 de octubre de 1965.

## Reparto
Elenco masculino
- MR Radha
- SV Subbaiah
- AVM Rajan
- Jaishankar
- KA Thangavelu
- Nagesh
- V. Nagaiah
- ROBLE Thevar

Elenco femenino
- Vijaya Nirmala
- Vasantha
- Manorama
- Madhavi

## Producción
Enga Veetu Penn fue dirigida por Tapi Chanakya y producida por B. Nagi Reddy y Aluri Chakrapani de Vijaya Combines Productions. Fue rehecha a partir de la propia producción télugu Shavukaru (1950), y el coproductor Chakrapani se convirtió en el guionista, haciendo la película más moderna que el original télugu. La cinematografía estuvo a cargo de Marcus Bartley, la edición a cargo de C. P. Jambulingam, y la dirección de arte a cargo de S. Krishna Rao y Kaladhar. SV Ranga Rao, que originalmente formaba parte del reparto, criticó el casting de Nirmala como protagonista femenina, sintiendo que parecía "demasiado frágil" para interpretar su personaje, y ordenó a los productores que la sustituyeran. Nagi Reddy canceló el rodaje del día. Al día siguiente, Nirmala fue llamada de nuevo al estudio, y se dio cuenta de que Ranga Rao había sido reemplazado por S.V. Subbaiah. La longitud final de la película era de 4873 metros.

## Banda sonora
La banda sonora fue compuesta por KV Mahadevan, mientras que Kannadasan y Alangudi Somu fueron los letristas.
| N.º | Título           | Cantante(s)                      | Duración |
| --- | ---------------- | -------------------------------- | -------- |
| 1.  | "Iyarkkai Annai" | Sirkazhi Govindarajan            |          |
| 2.  | "Sirippu Paadhi" | P.B. Sreenivas                   |          |
| 3.  | "Saayam Potta"   | T. M. Soundararajan, P. Susheela |          |

## Lanzamiento y crítica
Enga Veetu Penn fue lanzada el 23 de octubre de 1965, día de Diwali. Escribiendo en Sport and Pastime, T.M. Ramachandran lo llamó un "squib húmedo", diciendo que "la película intenta mantener el interés de los espectadores con su historia conmovedora pero la audiencia no puede dejar de ver un anillo de familiaridad alrededor de todo el tema". Aplaudió las actuaciones del elenco, en particular las de Jaishankar y Rajan, pero criticó la abundancia de canciones, diciendo que "sostiene la historia muchas veces". Después del estreno de la película, Nirmala antepuso Vijaya, el nombre del estudio, a su nombre de pantalla.